# Amélie de Courlande
Marie Anne Amélie de Courlande, née 12 juin 1653 au château de Mitau (Lettonie actuelle) et morte le 16 juin 1711 à Weilmünster (Allemagne), est une princesse allemande.

## Entre Prusse et Empire
Amélie de Courlande est la fille de Jacob Kettler, duc de Courlande et de Sémigalie, et de Louise-Charlotte de Brandebourg. Elle est la nièce de l'Électeur Frédéric-Guillaume Ier de Brandebourg dit le « Grand Électeur » et décrite comme une jeune fille noble, charitable, pieuse et modeste, elle est choisie par sa tante, Edwige-Sophie de Brandebourg, régente de Hesse-Cassel pour être fiancée en 1670 à son cousin, le Landgrave Guillaume VII de Hesse-Cassel.
Le jeune landgrave meurt la même année à Paris pendant son grand Tour laissant le trône à son frère Charles Ier de Hesse-Cassel qui en même temps hérita de la régence de sa mère (jusqu'en 1675) et de la fiancée.
Le mariage eut lieu le 21 mai 1673 à Cassel et, tandis que le landgrave rétablissait la prospérité de son pays dévasté par la Guerre de Trente Ans puis la Guerre de Hollande en accueillant notamment les huguenots français chassés de leur pays, la nouvelle landgravine donna naissance à 17 enfants :
- Guillaume (1674-1676)
- Charles (1675-1677)
- Frédéric Ier (1676-1751) épouse en 1700 Louise-Dorothée de Brandebourg (1680-1705) en 1715 Ulrique-Éléonore (1688-1741)
- Christian (1677-1677)
- Sophie-Charlotte (1678-1749) épouse en 1704 Frédéric Ier, duc de Mecklembourg-Grabow et de Mecklembourg-Schwerin (1675-1713)
- Fils mort-né (*/-1679)
- Charles (1680-1702)
- Guillaume VIII (1682-1760) épouse en 1717 Dorothée-Wilhelmine de Saxe-Zeitz (1691-1743)
- Léopold (1684-1704)
- Louis (1686-1706)
- Marie-Louise (1688-1765) épouse en 1710 Jean-Guillaume Friso d'Orange (1687-1711)
- Maximilien de Hesse-Cassel (1689-1753) épouse en 1720 Frédérique-Charlotte de Hesse-Darmstadt (1698-1777)
- Fille (1690)
- Georges-Charles de Hesse-Cassel (1691-1755)
- Éléonore (*/1694)
- Wilhelmine (1695-1722)
- Fille (1696)

## Une femme exemplaire

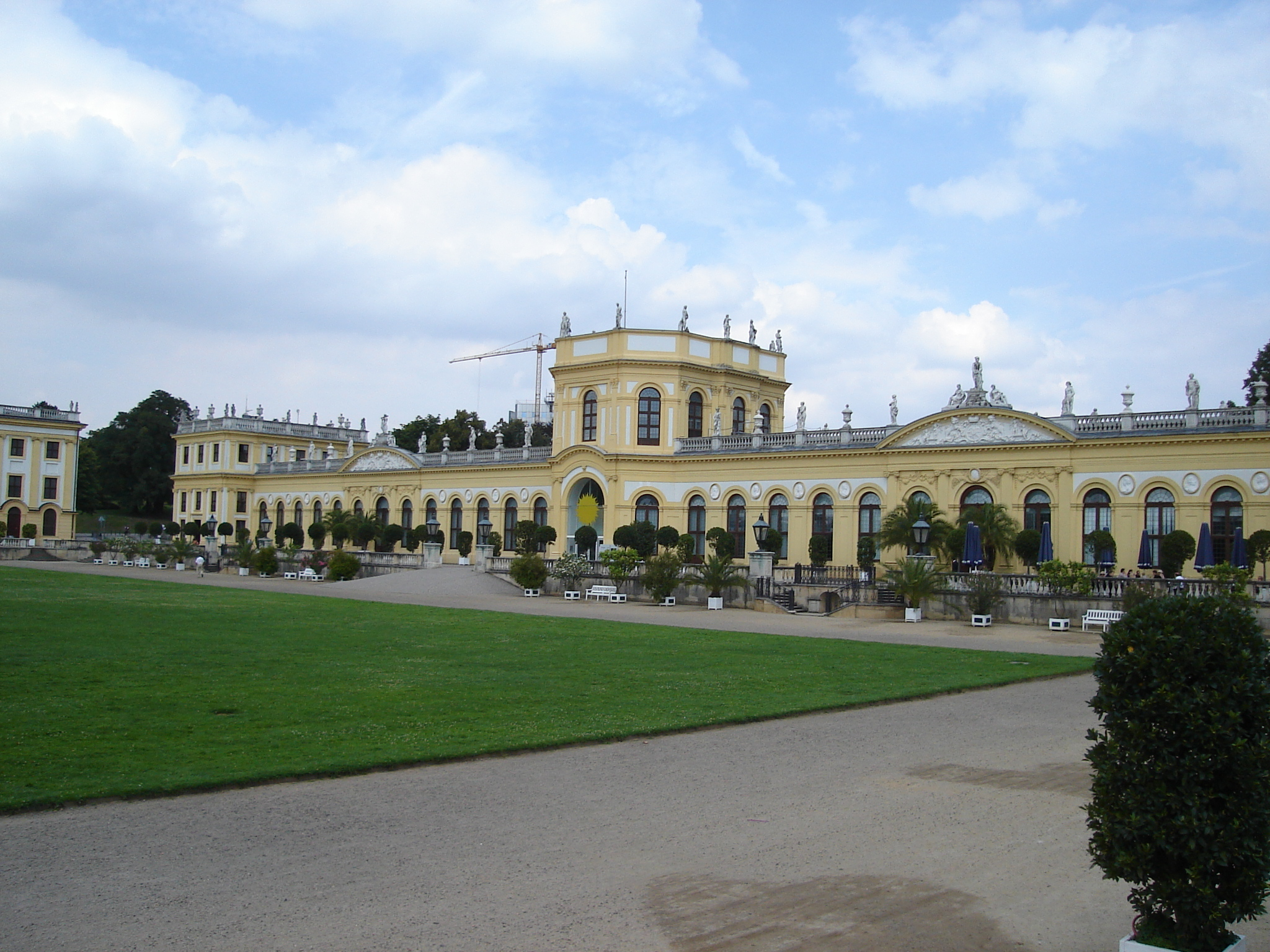
L'orangerie du parc Karlsaue à Cassel

Sa conduite irréprochable permit à la landgravine Amélie d'être un modèle pour ses enfants. Elle fut notamment très proche de sa fille la princesse d'Orange appelée à être régente après la mort prématurée de son mari puis de son fils et de sa belle-fille.
Associée à la création au bord de la Fulda du parc Karlsaue en 1696, elle hérita également en 1699 avec son fils Maximilien du Château de Sensentstein.
Le plus jeune frère de la Landgravine tomba au siège de Buda en 1686 et plusieurs de ses fils moururent pendant la Guerre de succession d'Espagne.
Son frère Frédéric II de Courlande mourut en 1698 laissant le trône à son fils Frédéric III âgé de six ans. Celui-ci épousa en 1710 Anna Ivanovna, fille du tsar Ivan V de Russie mais mourut étrangement au début de l'année suivante. La noblesse confia alors le pouvoir non au dernier frère survivant d'Amélie Ferdinand qui avait assumé la régence pendant la minorité du jeune duc mais à l'ambitieuse Anna Ivanovna, annonçant la fin du règne et de la dynastie des Kettler.
La landgravine Amélie mourut quelques mois plus tard à l'âge de 58 ans, son corps repose dans l'église Saint Martin de Cassel. Le landgrave Charles, qui lui survécut près de vingt ans, ne se remaria pas.